# Dariusz Rzeźniczek
Dariusz Rzeźniczek (ur. 22 maja 1968 w Chorzowie) – polski piłkarz występujący na pozycji pomocnika.
Swoją karierę zaczął w 1986 jako piłkarz GKS-u Katowice, gdzie grał z małymi przerwami aż do 1995 i zdobył z nim Puchar Polski. W 1996 przeszedł do GKS-u Bełchatów i grał tam do 2000. Następnie grał w KS Myszków, Stali Stalowa Wola, Śląsku Świętochłowice oraz Spójni Osiek-Zimnodół-Zawada.
W reprezentacji Polski rozegrał dwa mecze.